# Борчанинов, Александр Лукич
Алекса́ндр Луки́ч Борчани́нов (10 ноября [28 октября] 1884, (по данным БСЭ), (по другим данным — 6 [18] ноября 1884) или 6 (18) ноября по данным ГАПК, село Зюкайка, Оханский уезд, Пермская губерния, Российская империя — 23 марта 1932 года, Ростов-на-Дону, РСФСР) — российский революционер, советский государственный и партийный деятель, председатель Тюменского губисполкома (1922—1923), Златоустовского (1923—1924) и Пермского (1924—1926) окрисполкомов.

## Биография
Родился в рабочей семье. Отец, Лука Иванович Борчанинов работал на Пермском пушечном заводе.

Могила Борчанинова на Братском кладбище Ростова-на-Дону

В 1891—1897 годах проходил обучение в Пермском техническом, а затем — в Уфимском землемерном училищах. По их окончании работал там же, где и его отец, на Пермском пушечном заводе слесарем-металлистом и токарем. 
С 1901 года принимал участие в революционном движении. В 1903 году вступил в РСДРП(б), входил в Пермский и Мотовилихинский комитеты партии. Был одним из руководителей Мотовилихинского вооружённого восстания в декабре 1905 года. В марте 1906 года стал членом Киевского комитета РСДРП(б). За участие в революционной деятельности подвергался тюремному заключению и каторжным работам, был приговорён Киевской судебной палатой к ссылке на поселение в Якутскую область.
В июне 1917 года был утверждён председателем Мотовилихинского совета РСДРП(б). В качестве делегата II Съезда Советов участвовал в Октябрьской революции в Петрограде.
Занимал пост председателя Пермского горисполкома в ноябре — декабре 1917 года, в марте — июне 1918 года и в июне — сентябре 1921 года.
В 1918 году карательный отряд под руководством Борчанинова без суда и следствия убил председателя кунгурского отделения кадетской партии А. Г. Агеева и его жену.
Участвовал в Гражданской войне на Восточном и Южном фронтах, был военным комиссаром 29-й и 30-й стрелковой дивизий, 16-й кавалерийской дивизии. В 1920 году был председателем Одесского губернского ревкома и членом ВС 2-й конной армии. С августа 1921 года — председатель Пермской губернской ЧК, с 1922 года — председатель Тюменского, Златоустовского и Пермского окрисполкомов. В 1926—1928 годах работал инструктором ВЦИК в Москве. 
В 1928—1929 годах — председатель Тульской губернской плановой комиссии, в 1929—1930 годах — заведующий Краснодарским окружным земельным отделом. В 1930—1931 годах — заведующий организационным отделом Чеченского областного комитета ВКП(б).
С 1931 года — председатель Ростовской-на-Дону контрольной комиссии ВКП(б).
Похоронен на Братском кладбище.

## Награды
- Награждён орденом Красного Знамени[1].

## Память
- Именем Борчанинова названа улица в Ленинском районе города Перми[5].